# Notting Hill Gate (métro de Londres)
Notting Hill Gate (en anglais : Notting Hill Gate tube station, ou Notting Hill Gate Underground station), est une station des lignes Central, Circle et District du métro de Londres, en zone 1 et 2 Travelcard. Elle est située à Notting Hill dans le borough royal de Kensington et Chelsea sur le territoire du Grand Londres.

## Histoire
La première station était ouverte en 1868, sur les lignes de métro Circle et District. En 1900, la Central line était ouverte, et une autre station avec le même nom était ouverte ici sur cette ligne, mais elle était complètement séparée de la première station, avec une entrée sur l'autre face de la rue. Ce n'était qu'à partir du 1er mars 1959 que les deux stations étaient combinées comme une station de correspondance desservie par toutes les trois lignes.

## Services aux voyageurs

### Accès et accueil
Les tunnels, les quais et les voies de la Central line sont ici à des niveaux différents (les quais direction West Ruislip sont sur ceux en direction d'Epping) parce que la rue de Notting Hill Gate, que la ligne suit, est trop étroite pour accueillir les deux tunnels côte à côte.

## À proximité
- Les ambassades de la République tchèque et de la Slovaquie à Londres